# Sărățeni, Vaslui
Sărățeni este o localitate componentă a orașului Murgeni din județul Vaslui, Moldova, România.

## Personalitati locale
- Ioan Jak Rene Juvara
- Emil Juvara

 Acest articol despre o localitate din județul Vaslui este deocamdată un ciot. Puteți ajuta Wikipedia prin completarea lui.

## Descriere
Satul Sărățeni este un sat în județul Vaslui, aparținând orașului Murgeni. 

## Instituții
Școala Emil Juvara numele provinând de la numele fondatorului ei Emil Juvara care găzduiește grădinița, și clasele I-IV respectiv V-VIII .